# 鎌倉秀雄
鎌倉 秀雄（かまくら ひでお、1930年（昭和5年）10月27日 - 2017年（平成29年）3月14日）は、昭和から平成の日本画家。

## 経歴・人物
東京出身。父は染織家の鎌倉芳太郎
。安田靫彦に師事。1951年（昭和26年）再興第36回院展にて「黒い犬と静物」が初入選。インドやエジプトに取材し、1978年（昭和53年）「乳糜供養」で、1981年（昭和56年）「追想王妃の谷」で日本美術院賞。同年11月24日、日本美術院同人となる。のち1987年（昭和62年）再興第72回院展にて「阿修羅」が文部大臣賞を、1989年（平成元年）再興第74回院展にて「鳳凰堂」が内閣総理大臣賞を受賞した。